# Porto di Crotone
Il porto di Crotone è uno storico scalo marittimo portuale della Calabria sito sul Mar Jonio.

## Storia

Il Porto Nuovo di Crotone in una foto d'epoca del 1919.

Il porto di Crotone risale agli inizi dell'VIII secolo a.C., quando venne fondata la colonia della Magna Grecia e fu attivo centro di scambi commerciali con la madrepatria. Punto strategico nelle rotte del Mediterraneo passò vari periodi storici: romano, bizantino, arabo, normanno, aragonese, borbonico e austriaco. Il declino della città durante il Medioevo coinvolse anche il porto che scomparve praticamente fino a quando, probabilmente Carlo V, non fece costruire un approdo marittimo a servizio del castello. Nel XVIII secolo si ha qualche modesta ripresa di attività portuale e la costruzione di alcuni moli. Lo sviluppo a partire dagli anni tra '20 e '30 è dovuto alla costruzione delle centrali idroelettriche della Sila, allo sfruttamento dei boschi della Sila piccola e del Gariglione e alla costruzione di stabilimenti per la produzione di concimi Montecatini e metallurgico per la produzione di zinco elettrolitico della società italo-francese Pertusola Sud. Per tali motivi vennero impiantati, sui moli del porto, i binari delle due ferrovie a scartamento ridotto Petilia-Crotone e Crotone-Timpa Grande. 
Quegli anni furono floridi per il commercio e il reddito della provincia ma il crollo e la crisi strutturale della fine degli anni ottanta ridimensionarono le aspettative.

## Caratteristiche
È circoscritto tra un molo foraneo di circa 500 metri e da un molo più breve.
L'area detta Porto Vecchio presenta 5 banchine con superficie utile di circa 4.700 metri quadrati. I fondali sono bassi e sabbiosi ed è utilizzato come porto peschereccio e turistico.
Il Porto Nuovo è protetto da un molo foraneo di 1.725 m e da un molo di sottoflutto di 900 metri banchinato con superficie di 120.000 m². I fondali dell'area commerciale sono circa 8,5 m.

## Gemellaggi
Il porto di Crotone è gemellato con:
- Yingkou, dal 19 settembre 2013[1].